# Suzuki Dzire
La Suzuki Dzire (chiamata anche Maruti Dzire) è un'autovettura prodotta dalla casa automobilistica giapponese Suzuki a partire dal 2008.
La Dzire è stata lanciata nel 2008 ed era basata sulla prima generazione della Swift. È stata lanciata sul mercato come berlina 3 volumi compatta per il mercato indiano. Successivamente a partire dalla seconda generazione del 2013, per ottenere le agevolazioni fiscali riservate alle auto di lunghezza inferiore ai 4 metri in India, è stata pesantemente modificata e accorciata.

## Prima generazione (2008-2012)
Lo Swift Dzire, che è stata introdotta nel 2008, al lancio era dotata di un motore a benzina da 1,3 litri e un motore diesel sempre da 1,3 litri di origine Fiat. A causa delle norme sulle emissioni nel 2010, il motore a benzina è stato sostituito con un motore della serie K da 1,2 litri.
Questa generazione è stata sostituita nel 2012, ma ha continuato a essere prodotta fino al 2016 per le flotte aziendali come Swift Dzire Tour.

## Seconda generazione (2012-2017)

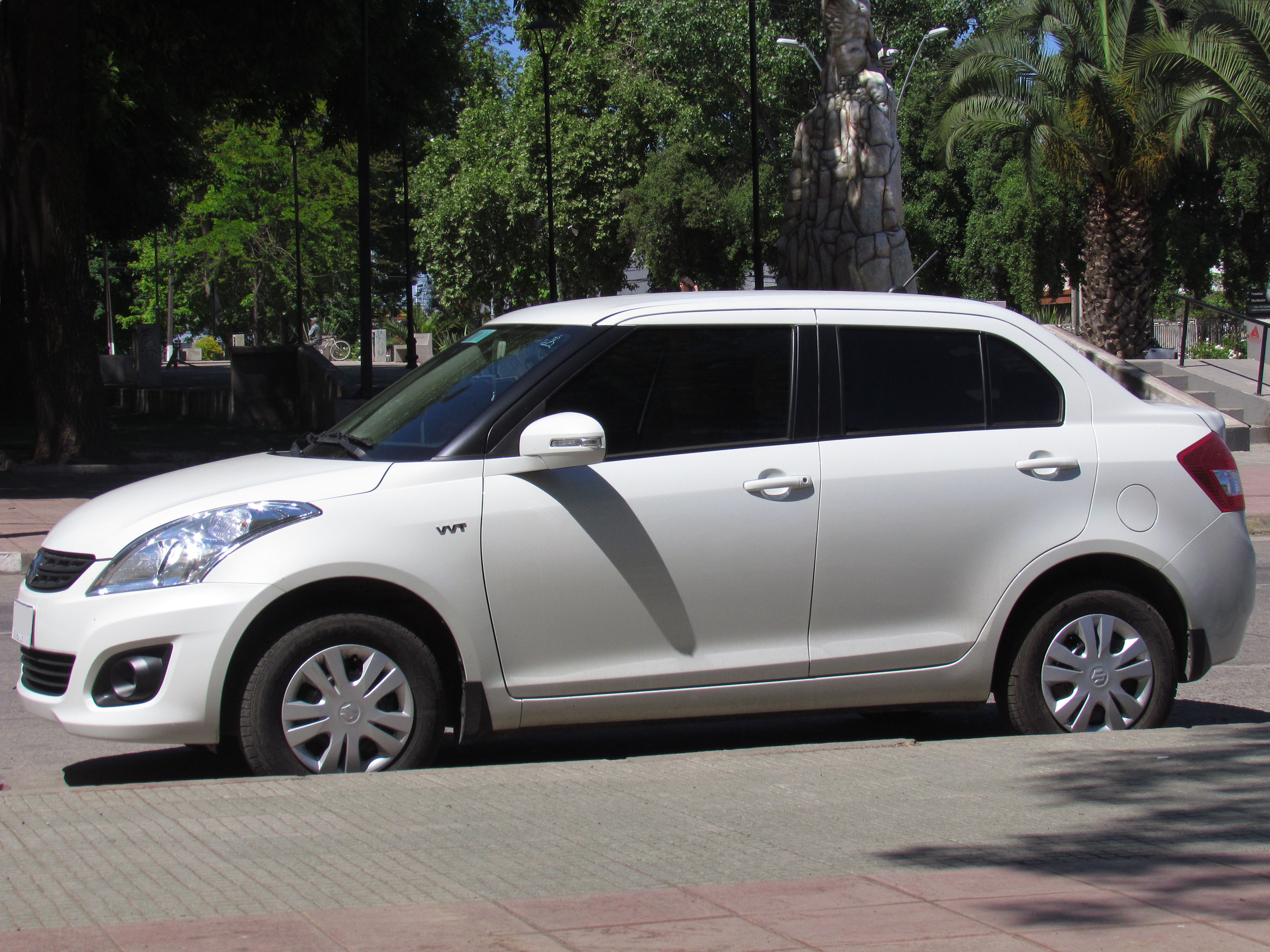
Suzuki Dzire seconda serie

La seconda generazione della Swift Dzire è stata introdotta nel 2012. Questa serie ha subito dei cambiamenti molto significativi, in quanto la lunghezza è stata ridotta sotto i quattro metri per ottenere i vantaggi fiscali offerto dal governo Indiano alle vetture di lunghezza inferiore ai 4 metri. Al lancio era motorizzata con a benzina della serie K da 1,2 litri e un motore turbodiesel DDiS da 1,3 litri. In opzione era disponibile anche la trasmissione automatica a quattro velocità.

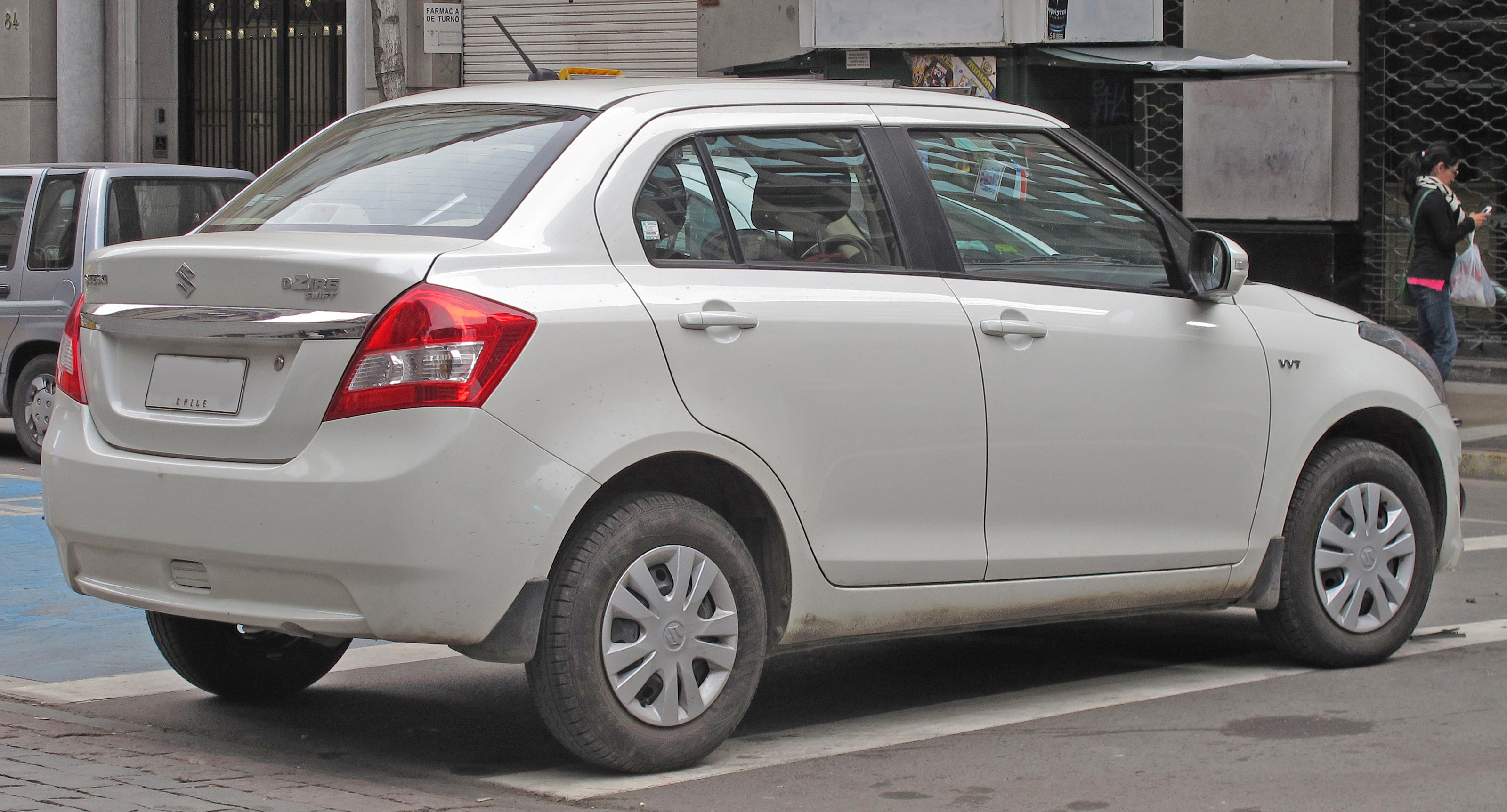
Suzuki Dzire seconda serie

Nel 2015 è stata sottoposta ad un restyling.

## Terza generazione (2017-)

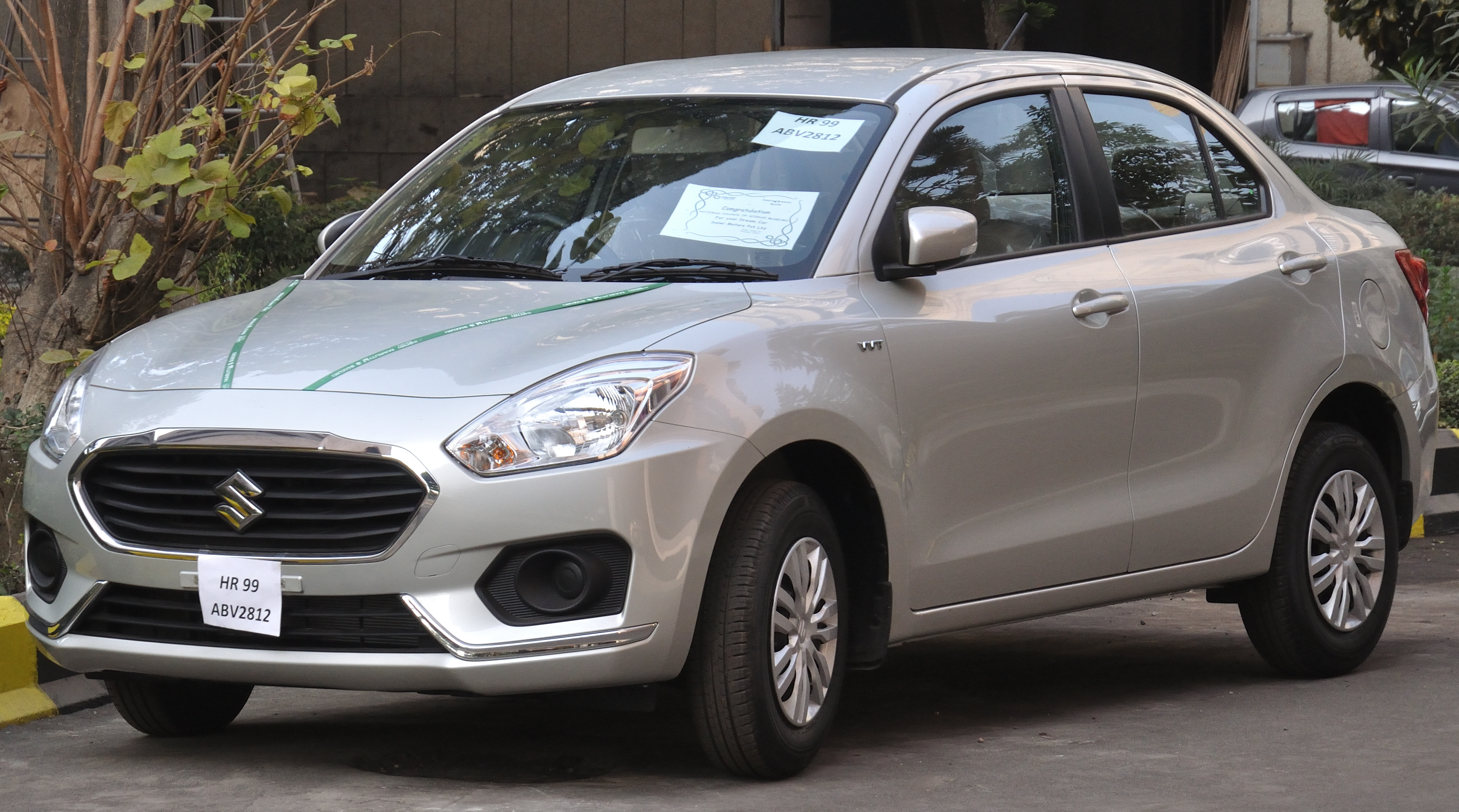
Terza serie

La terza generazione è stata lanciata il 16 maggio 2017, viene costruita sulla piattaforma HEARTECT derivata dalla Baleno con specifiche per il mercato indiano. Il design del corpo vettura è stato completamente rivisto, in particolare alla sezione frontale, caratterizzata da una grande griglia esagonale, affiancata da nuovi proiettori anteriore misto LED-Xeno.
Questa generazione ha ereditato gli stessi motori 1.2 benzina e 1.3 turbodiesel della generazione precedente. Ma il cambio automatico con convertitore di coppia a 4 velocità è stato sostituito da un AGS a 5 marce per la variante a benzina.
Nel marzo 2020, la vettura ha subito un restyling; per il mercato indiano, sia il 1.2 litri a benzina che il 1.3 turbodiesel sono stati sostituiti da un nuovo 1.2 litri K12N ibrido leggero derivato dalla Baleno.